# Le Poème de la mer
Pour plus de détails, voir Fiche technique et Distribution.
Le Poème de la mer (Поэма о море, Poema o more) est un film soviétique réalisé par Ioulia Solntseva, sorti en 1958.

## Synopsis
La construction de la centrale hydroélectrique de Kakhovka force des Ukrainiens à quitter leurs terres qui vont être inondées.

## Fiche technique
- Titre : Le Poème de la mer
- Titre original : Поэма о море (Poema o more)
- Réalisation : Ioulia Solntseva
- Scénario : Alexandre Dovjenko
- Musique : Gavriil Popov
- Photographie : Gavriil Eguiazarov
- Montage : Aleksandra Kamagorova
- Production : Lidija Kanarejkina et Lidija Kanarejkina
- Société de production : Mosfilm
- Pays :  Union soviétique
- Genre : Drame
- Durée : 95 minutes
- Dates de sortie : 
  -  Union soviétique : 4 novembre 1958
  -  France : 7 septembre 1960

## Distribution
- Boris Livanov : le général Ignat Fyodorchenko
- Boris Andreïev : Savva Zarudnyi
- Mikhail Tsaryov : Aristarkhov
- Mikhail Romanov : Pisatel
- Zinaïda Kirienko : Katerina
- Ivan Kozlovski : Kobzar
- Leonid Tarabarinov : Valeriy Golik
- Georgi Kovrov : Maksim Fyodorchenko
- Mariya Vital : Antonina
- Evgeniy Bondarenko : Ivan Kravchina
- Valentina Vladimirova : Mariya Kravchina
- Yevgeniy Agurov : Mikhail Grekov
- Natalya Naum : Olessya
- Antonina Konchakova : Valya
- Leonid Parkhomenko : Ivan Gurenko
- Yevgeny Gurov : Grigoriy Shiyan
- Polina Tabatchnykova-Niatko : vice-ministre
- Kirill Marinchenko : Korzh
- Nina Antonova : l'ami de Vara

## Distinctions
Le film a été cité en cinquième position de la liste des dix meilleurs films de l'année 1960 des Cahiers du cinéma.